# Liyou Libsekal
Œuvres principales
Bearing Heavy Things
Liyou Libsekal est une poétesse éthiopienne qui a remporté en 2014 le Prix de poésie africaine de l'Université Brunel. Sa nouvelle « Bearing Heavy Things » figure dans 8 New Generation African Poets: Mbili co-édité par l'African Poetry Book Fund et Akashic Books. 

## Biographie
Liyou Mesfin Libsekal est née le 6 janvier 1990 à Addis-Abeba. Alors qu'elle est enfant, sa famille déménage régulièrement dans l'Est Africain, notamment au Kenya et en Tanzanie, mais aussi en Europe, en Italie. Libsekal rentre en Éthiopie à l'âge de 15 ans puis repart ensuite étudier aux États-Unis où elle obtient un baccalauréat universitaire en anthropologie en 2012, et une licence en affaires internationales à l'Université George-Washington. Y observant et y expérimentant les différences notables entre les modes de vie des africains et des américains, Libsekal commence à écrire avec la frustration qu'elle éprouve.  
Après avoir brièvement vécu au Vietnam, Libsekal se réinstalle en Éthiopie à Addis-Abeba. À son retour après plusieurs années passées à l'étranger, la capitale éthiopienne, mais aussi les modes de vie de ses habitants, ont profondément changé, nouvelle source d'écriture pour Libsekal. Riding Chinese Machines est dédié à sa ville natale, son expansion, ses constructions, ses bruits, et au « ciment pauvre des villes » : l'être humain. 
Depuis 2013 elle travaille occasionnellement pour la compagnie Ethiopian Business Review, y publiant du contenu sur la culture éthiopienne et le développement, rapide, du pays. Elle est également correspondante littéraire pour The Herald, journal zimbabwéen. Enfin elle suit enfin des cours de stylisme en vue de l'obtention d'un diplôme.

## Carrière littéraire
Activiste, la poésie de Liyou Libsekal explore les questions du chez-soi, de l'identité et des déplacements des individus et des populations, et utilise une écriture inclusive qui interpellent ses lecteurs et lectrices. 
Son travail est fréquemment cité parmi les voix importantes de la poésie contemporaine africaine,, Liyou Libsekal fait partie, selon Matthew Shenoda, de cette nouvelle génération d'autrices africaines (avec, entre autres, Mahtem Shiferraw, TJ Dema, Warsan Shire, Tsitsi Jaji, Ngwatilo Mawiyoo, Yasmin Belkhyr, Victoria Adukwei Bulley, Ashley Makue) qui se libèrent des standards en écrivant selon leurs propres réalités et qui permettent à la poésie africaine de trouver une unité dés-assujettie, en dialogue avec la poésie caribéenne et celle afro-américaine.  
Son travail a été publié sur Missing Slate Magazine, Badilisha Poetry et Cordite Poetry Review. Libsekal gagne en 2014 le Prix de Poésie Africaine de l'Université de Brunel,. En 2015, son chapbook Bearing Heavy Things figure dans 8 New Generation African Poets: Mbili co-édité par l'African Poetry Book Fund  et Akashic Books. Ce coffret a impressionné par la qualité et le prestige de ses contributeurs.   
En 2016, les éditions australiennes Cordite ont commandité Libsekal pour coordonner Things We Inherited: Voices from Africa, une anthologie de poètes africains, où elle a choisi de faire figurer des textes de Nick Makoha, Safia Elhillo, Inua Ellams, Tjawangwa Dema, Ejiofor Ugwu, Caroline Anande Uliwa, et Ladan Osman. La ville d'Abbis Abba étant au cœur du travail de Libseka, Abhay K., directeur de Capitals: A Poetry Anthology publié en 2017, invite Libseka à y figurer avec le poème Abbis Ab'a dont iI cite dans l'introduction ce vers : "- this dappled green core pulses with early songs/taxi boys in convulsive refrain". 

## Œuvres
- Abbis Ab'a dans Capitals: A Poetry Anthology, dir.Abhay K., Bloomsbury India, 19 juin 2017, p.  7, p. 439